# Traduzione multimediale
La traduzione multimediale rappresenta un ramo specialistico della traduzione che implica la presenza di un mezzo elettronico multimediale nel processo di traduzione o in quello di riproduzione.

## Descrizione
Questo genere di traduzione è fortemente influenzato nella forma e nella sostanza del processo creativo dal supporto tecnico impiegato: si tratta di condizionamenti legati sia alla grafica digitale sia ai tempi e alle modalità di fruizione.

È possibile parlare di traduzione multimediale in vari ambiti: cinema, televisione, teatro, pubblicità, comunicazione audiovisiva e su sistemi mobili (smartphone e tablet).

Dal punto di vista realizzativo, sono individuabili le seguenti specializzazioni: doppiaggio, sottotitoli, sopratitoli, adattamenti per cinema e TV, respeaking, audiodescrizione, traduzione per dispositivi mobili, localizzazione per software/siti web/videogiochi.

## Didattica
Dalla fine degli anni 90, la traduzione multimediale è diventata oggetto di interesse accademico presso diversi istituti universitari italiani ed esteri.
L'unico corso di laurea (laurea specialistica) attivo in Italia per la formazione di traduttori multimediali era quello presso la Facoltà di Lingue e Letterature Straniere dell'Università degli Studi di Udine, sede di Gorizia (la cui denominazione era, per l'appunto, Laurea Specialistica in "Traduzione Multimediale"). A tutt'oggi, tuttavia, lo stesso è stato disattivato ma rimangono comunque attivi diversi master universitari di primo o secondo livello presso diversi Atenei italiani (Forlì, Genova, Pisa, Torino) o esteri (Boston, Dallas, Leeds, Londra, Pittsburgh, Vigo). Nell'ambito del corso di laurea di Mediazione Linguistica l'università di Macerata prevede corsi di Traduzione Multimediale in tutte le lingue attivate nell'ateneo (Inglese, Spagnolo, Tedesco, Francese, Russo, Cinese e Arabo). 

## Fonti
- BARDI A., Parola cantata o recitata e parola scritta. Pensieri per i primi dieci anni di Prescott Studio, in Prescott Studio. 1996-2006: Catalogo delle produzioni. Dieci anni di sopratitoli in Italia e in Europa, pp. 11–13, Firenze-Scandicci 2007

- BESTENTE S., Buon compleanno, sopratitoli, 16 luglio 2008, in http://www.fierrabras.com/2008/07/16/buon-compleanno-sopratitoli/

- COLOMBO S. (a cura di), «Come si dice Wagner in italiano?» Rassegna stampa del debutto dei sopratitoli in Europa, in Prescott Studio. 1996-2006: Catalogo delle produzioni. Dieci anni di sopratitoli in Italia e in Europa, pp. 29–36, Firenze-Scandicci 2007

- CONTI M., Leggere voci. Il muto racconto dei sopratitoli, voce fuori campo del teatro, in Prescott Studio. 1996-2006: Catalogo delle produzioni. Dieci anni di sopratitoli in Italia e in Europa, pp. 15–24, Firenze-Scandicci 2007

- EUGENI C., Il Teatro d'opera e l'adattamento linguistico simultaneo, tesi di laurea, Scuola Superiore di Lingue Moderne per Interpreti e Traduttori, Università di Bologna, a. a. 2002-2003

- FOURNIER-FACIO G., Io c'ero. La prima volta dei sopratitoli in Italia, in Prescott Studio. 1996-2006: Catalogo delle produzioni. Dieci anni di sopratitoli in Italia e in Europa, p. 37, Firenze-Scandicci 2007

- FREDDI M. e LURAGHI S., Titling for the Opera House: a Test Case for Universals of Translations?  in INCALCATERRA McLOUGHLIN L. (a cura di), Audiovisual Translation, Peter Lang, Bern-Berlin-New York 2010 (cfr. anche la ricca bibliografia pubblicata in appendice)

- GAMBIER Y. e GOTTLIEB H. (a cura di), (Multi) Media Translation, Benjamin Translation Library, Amsterdam 2001

- GOTTLIEB H., Subtitling. A new University Discipline, in DOLLERUP C. e LODDEGAARD A. (a cura di), Teaching Translation and Interpreting, 1. Training, Talent and Experience, John Benjamins, Amsterdam-Philadelphia 1992

- HEISS C. e BOLLETTIERI BOSINELLI R. M., Traduzione multimediale per il cinema, la televisione e la scena, Clueb, Bologna 1996

- HUGHES P. J., The introduction of supertitles to opera, M. A. Thesis, Teachers College, Columbia University, New York 2003

- MARSHALL G. R., La traduction des livrets. Aspects théoriques et pragmatiques, Acte du colloque international tenu en Sorbonne les 30 novembre, 1er et 2 décembre 2000, sous la direction de Gottfried R. Marshall, Presses de l'Université Paris-Sorbonne, Paris 2004

- LURAGHI S., Sottotitoli per l'opera: strategie di semplificazione in un tipo speciale di traduzione, in «Studi italiani di linguistica teorica e applicata», 33 (1), Pacini editore, Pisa 2004

- PAPARELLA S., I sopratitoli: metodi di traduzione e adattamento del testo, tesi di laurea triennale, Facoltà di Lettere e Filosofia, Università di Pisa, relatore Mireille Gille, a. a. 2003-2004

- PEREGO E., Evidence of explication in subtitling: toward a categorisation, in «Across language and cultures», 4 (1), pp. 63–88, 2003

- PEREGO E., La traduzione audiovisiva, Carocci, Roma 2005 (cfr. anche la ricca bibliografia pubblicata in appendice, pp. 121–126)
- PEREGO E. e CHRISTOPHER TAYLOR, Tradurre l'audiovisivo, Carocci editore, Roma 2012

- RACAMIER, M., Une vision d'ensemble du surtitrage d'opéra: vers la reconnaissance d'une nouvelle pratique de traduction? , Université de Toulouse II Le Mirail - Università degli Studi di Genova, Mémoire de deuxième année de Master Professionnel en Traduction et Interprétation «Proscenio»: Traduction technique, multimédia et arts de la scène, direttrice Margherita Orsino, co-direttrice Micaela Rossi, a. a. 2011-2012

- ROCCATAGLIATI A. e SALA E., Tradurre l'opera? Basta capirsi... , in «Giornale della musica», n. 188, dicembre 2002

- SABLICH S., Wagner con le didascalie, testo pubblicato nel programma di sala dell'opera Die Meistersinger von Nürnberg per la prima rappresentazione in Europa con i sopratitoli, 1º giugno 1986

- SABLICH S., Tradurre all'epoca dei sopratitoli, in «Giornale della musica», n. 188, dicembre 2002

- SESTITO M., Costumi di scena del tradurre, in Prescott Studio. 1996-2006: Catalogo delle produzioni. Dieci anni di sopratitoli in Italia e in Europa, pp. 25–27, Firenze-Scandicci 2007

- SILVA R., Tra fantasia, mito e interattività: Final Fantasy VII. Localizzazione e commento, tesi di laurea in Traduzione Multimediale, Facolta' di Lingue e Letterature Straniere, Università' degli Studi di Udine, a.a. 2010-2011

- STAMPACCHIA E., Traduzione e sopratitolaggio. Il caso dell'opera lirica, tesi di laurea, Facoltà di Lettere e Filosofia, Università degli Studi di Pavia, relatore Silvia Luraghi, a. a. 2003-2004